# Achselköpfe
Die drei Achselköpfe sind ein bis zu 1710 m ü. NHN hoher Teil des Rückens der Benediktenwandgruppe in den Bayerischen Voralpen zwischen Benediktenwand-Hauptgipfel und dem Latschenkopf.
Die Köpfe sind von der Tutzinger Hütte oder vom Brauneck zu erreichen; diese Bergwanderung erfordert Trittsicherheit. Meist werden die Achselköpfe auf dem Weg von der Benediktenwand zum Brauneck oder umgekehrt überschritten. Die Achselköpfe können aber auch nordseitig umgangen werden.